# Möja söderfjärd
Möja söderfjärd är en fjärd i Stockholms skärgård. Den avgränsas i väster av Korsö och Grisselholmen och i öster av Granholmen och Storö. I söder ansluter den till Kanholmsfjärden vid Fjärdholmarna och i norr mot Möja västerfjärd via sundet mellan Södermöja och Södra Stavsudda.
Fjärden är mycket djup, på sina ställen över hundra meter. Mellan Fjärdholmarna och Storö finns ett dumpningsområde där militären dumpade stora mängder ammunition efter andra världskriget. Så sent som 2003 planerade Stockholms stad att dumpa muddermassor från Ulvsundasjön och Hornsbergs strand i området.